# Lista de prefeitos de Nova Iguaçu
Esta é a lista de prefeitos do município de Nova Iguaçu, estado brasileiro do Rio de Janeiro.
O cargo de prefeito no Brasil, foi criado em 11 de abril de 1835, pela assembleia provincial paulista, em reação aos amplos poderes conferidos pelo Código de Processo Criminal de 1832 às câmaras municipais. Seguiram o exemplo paulista seis províncias do nordeste brasileiro (Alagoas, Ceará, Maranhão, Paraíba, Pernambuco e Sergipe).
Sob a vigente ordem constitucional, essa designação é dada ao funcionário público do Poder Executivo municipal, que exerce seu cargo em função de uma legislatura (mandato), sendo para tanto eleito a cada quatro anos, podendo ser reeleito por mais 4 anos (segundo mandato).
Funções
O poder executivo municipal chefia a administração e comanda os serviços públicos, tendo como comandante o prefeito.
A partir da constituição brasileira de 1934, o cargo de prefeito passou a ser o único, em todo o Brasil, ao qual estão atribuídas as funções de chefe do poder executivo do governo local, em simetria aos chefes dos executivos da União e do estado, portanto, em forma monocrática. Este texto quer dizer que deverá haver harmonia e integração de ação entre as esferas envolvidas sem a intervenção de uma na outra, exceto nos casos previstos na Constituição Federal.
Eleições
O prefeito é eleito por sufrágio universal, secreto, direto, em pleito simultâneo em todo o País, realizado a cada quatro anos, no primeiro domingo de outubro.
E trinta dias após tem lugar o segundo turno, se o eleito em primeiro lugar não atingir 50% dos votos válidos mais um voto, no caso de municípios com mais de duzentos mil eleitores.
Conforme a legislação eleitoral atual no Brasil para tornar-se elegível, exige-se uma série de requisitos;
- Possuir nacionalidade brasileira ou portuguesa (neste caso, o cidadão português deve se encontrar amparado pelo Estatuto de Igualdade entre Portugueses e Brasileiros),
- Título de eleitor em dia e estar em gozo pleno do exercício dos direitos políticos,
- Domicilio eleitoral na circunscrição na qual o candidato se apresenta,
- Filiação partidária,
- Ser alfabetizado (tópico invalidado pela atual constituição brasileira de 1988),
- Desincompatibilização de cargo público — Se ocupa um cargo público deve sair seis meses antes das eleições e voltar caso possa só após seis meses ao pleito eleitoral,
- Renúncia de outro mandado até seis meses antes do pleito e não ser parente afim ou consangüíneo, até segundo grau, ou cônjuge de titular de cargo eletivo; pode, entretanto, ser candidato à reeleição (artigo 14 da Constituição),
- Ter idade mínima de 21 anos.

Legenda
| cor   | significado                                                                                  |
| verde | mandatários eleitos por votação direta ou indireta (pela câmara municipal)                   |
| bege  | mandatários nomeados diretamente pelo governo central em épocas de convulsão político-social |

| Nº | Nome                             | Imagem                | Partido                       | Início do mandato       | Fim do mandato                          | Observações                               |
| 1  | Mário Pinotti                    |                       | —                             | 2 de dezembro de 1919   | 25 de maio de 1920                      | Prefeito nomeado                          |
| 2  | Ernesto França Soares            |                       | —                             | 26 de maio de 1920      | 10 de julho de 1920                     | Prefeito nomeado por decisão judicial     |
| 3  | Octavio Áscoli                   |                       | —                             | 11 de julho de 1920     | 24 de novembro de 1922                  | Presidente da Câmara                      |
| 4  | Manuel Francisco Sales Teixeira  |                       | —                             | 25 de novembro de 1922  | 11 de junho de 1924                     | Prefeito eleito                           |
| 5  | Octavio Áscoli                   |                       | —                             | 12 de junho de 1924     | 6 de maio de 1927                       | Prefeito eleito                           |
| 6  | João Telles Bittencourt          |                       | —                             | 7 de maio de 1927       | 30 de dezembro de 1929                  | Presidente da Câmara                      |
| 7  | Alberto Soares de Sousa e Melo   |                       | —                             | 31 de dezembro de 1929  | 18 de dezembro de 1930                  |                                           |
| 8  | Sebastião de Arruda Negreiros    |                       | —                             | 19 de dezembro de 1930  | 20 de agosto de 1936                    | Interventor municipal                     |
| 9  | Ricardo Xavier da Silveira       |                       | —                             | 21 de agosto de 1936    | 7 de dezembro de 1937                   |                                           |
| 10 | Amaral Peixoto                   |                       | —                             | 8 de dezembro de 1937   | 17 de março de 1943                     |                                           |
| 11 | Bento Santos de Almeida          |                       | —                             | 18 de março de 1943     | 23 de fevereiro de 1945                 | Prefeito nomeado                          |
| 12 | Getúlio Barbosa de Moura         |                       | PSD                           | 24 de fevereiro de 1945 | 8 de abril de 1947                      |                                           |
| 13 | Humberto Berutti Augusto Moreira |                       | —                             | 9 de abril de 1947      | 17 de outubro de 1947                   |                                           |
| 14 | Sebastião de Arruda Negreiros    |                       | UDN                           | 18 de outubro de 1947   | 30 de janeiro de 1951                   | Prefeito eleito em sufrágio universal     |
| 15 | Luís Guimarães                   |                       | UDN                           | 31 de janeiro de 1951   | 30 de janeiro de 1955                   | Prefeito eleito em sufrágio universal     |
| 16 | Ary Schiavo                      |                       | PSD                           | 31 de janeiro de 1955   | 30 de janeiro de 1959                   | Prefeito eleito em sufrágio universal     |
| 17 | Sebastião de Arruda Negreiros    |                       | UDN                           | 31 de janeiro de 1959   | 30 de janeiro de 1963                   | Prefeito eleito em sufrágio universal     |
| 18 | Aluízio Pinto de Barros          |                       | PTB                           | 31 de janeiro de 1963   | 26 de agosto de 1964                    | Prefeito eleito em sufrágio universal     |
| 19 | João Luiz do Nascimento          |                       | PSD/ARENA                     | 27 de agosto de 1964    | 14 de setembro de 1966                  | Vice-prefeito eleito no cargo de Prefeito |
| 20 | José de Lima                     |                       | ARENA                         | 15 de setembro de 1966  | 16 de outubro de 1966                   | Presidente da Câmara                      |
| 21 | Joaquim de Freitas               |                       | ARENA                         | 17 de outubro de 1966   | 30 de janeiro de 1967                   | Interventor municipal                     |
| 22 | Ary Schiavo                      |                       | MDB                           | 31 de janeiro de 1967   | 9 de julho de 1967                      | Prefeito eleito cassado                   |
| 23 | Antônio Machado                  |                       | MDB                           | 10 de julho de 1967     | 14 de agosto de 1967                    | Vice-prefeito eleito no cargo de Prefeito |
| 24 | José Nain Fares                  |                       | ARENA                         | 15 de agosto de 1967    | 13 de novembro de 1967                  | Presidente da Câmara                      |
| —  | Antônio Machado                  |                       | ARENA                         | 14 de novembro de 1967  | 16 de outubro de 1968                   | Vice-prefeito nomeado                     |
| 25 | Nagi Almawy                      |                       | MDB                           | 17 de outubro de 1968   | 24 de fevereiro de 1969                 | Presidente da Câmara                      |
| 26 | João Ruy de Queiroz Pinheiro     |                       | ARENA                         | 25 de fevereiro de 1969 | 30 de janeiro de 1971                   | Interventor estadual                      |
| 27 | Bolivard Gomes de Assumpção      |                       | ARENA                         | 31 de janeiro de 1971   | 30 de janeiro de 1973                   | Prefeito eleito em Sufrágio Universal     |
| 28 | Joaquim de Freitas               |                       | ARENA                         | 31 de janeiro de 1973   | 20 de outubro de 1975                   | Prefeito eleito                           |
| 29 | João Batista Lubanco             |                       | ARENA                         | 21 de outubro de 1975   | 31 de janeiro de 1977                   | Vice-prefeito eleito                      |
| 30 | João Ruy de Queiroz Pinheiro     |                       | ARENA 1977–1980 PDS 1980–1983 | 1º de fevereiro de 1977 | 31 de janeiro de 1983                   | Prefeito eleito em sufrágio universal     |
| 31 | Paulo Antônio Leone Neto         |                       | PDT                           | 1º de fevereiro de 1983 | 28 de julho de 1988                     | Prefeito eleito em sufrágio universal     |
| 32 | Francisco de Assis Amaral        |                       | PMDB                          | 29 de julho de 1988     | 31 de dezembro de 1988                  | Interventor estadual                      |
| 33 | Aluísio Gama de Souza            |                       | PDT                           | 1º de janeiro de 1989   | 31 de dezembro de 1992                  | Prefeito eleito em sufrágio universal     |
| 34 | Altamir Gomes Moreira            |                       | PDT                           | 1º de janeiro de 1993   | 31 de dezembro de 1996                  | Prefeito eleito em sufrágio universal     |
| 35 | Nelson Bornier                   |                       | PSDB                          | 1º de janeiro de 1997   | 31 de dezembro de 2000                  | Prefeito eleito em sufrágio universal     |
| 35 | Nelson Bornier                   | 1º de janeiro de 2001 | PSDB                          | 4 de abril de 2002      | Prefeito reeleito em sufrágio universal |                                           |
| 36 | Mário Marques                    |                       | PMDB                          | 5 de abril de 2002      | 31 de dezembro de 2004                  | Vice-prefeito eleito no cargo de Prefeito |
| 37 | Lindbergh Farias                 |                       | PT                            | 1º de janeiro de 2005   | 31 de dezembro de 2008                  | Prefeito eleito em sufrágio universal     |
| 37 | Lindbergh Farias                 | 1º de janeiro de 2009 | PT                            | 30 de março de 2010     | Prefeito reeleito em sufrágio universal |                                           |
| 38 | Sheila Gama                      |                       | PDT                           | 31 de março de 2010     | 31 de dezembro de 2012                  | Vice-prefeita eleita no cargo de Prefeita |
| 39 | Nelson Bornier                   |                       | PMDB                          | 1º de janeiro de 2013   | 31 de dezembro de 2016                  | Prefeito eleito em sufrágio universal     |
| 40 | Rogério Lisboa                   |                       | PL                            | 1º de janeiro de 2017   | 31 de dezembro de 2020                  | Prefeito eleito em sufrágio universal     |
| 40 | Rogério Lisboa                   | PP                    | 1º de janeiro de 2021         | 31 de dezembro de 2024  | Prefeito reeleito em sufrágio universal |                                           |
| 41 | Dudu Reina                       |                       | PP                            | 1° de janeiro de 2025   | até a atualidade                        | Prefeito eleito em sufrágio universal     |